# 영광백수중학교
영광백수중학교(靈光白岫中學校)는 대한민국 전라남도 영광군 백수읍 양성리에 있는 공립 중학교이다.

## 학교 연혁
- 1960년 3월 11일 : 봉산고등공민학교 설립 인가
- 1964년 3월 25일 : 영광서중학교로 개교
- 1971년 1월 26일 : 영광백수중학교로 교명 변경
- 2010년 3월 1일 : 특수반 포함 4학급으로 편성
- 2023년 9월 1일 : 제24대 이용석 교장 부임
- 2025년 1월 16일 : 제59회 졸업(총 8,777명)

## 참고 자료
- 영광백수중학교 - 한국교육학술정보원 학교알리미